# Johan Nissinen
Johan Harry Nissinen, né le 17 mai 1989 à Värnamo, est un homme politique suédois, membre des Démocrates de Suède (SD). Il est député européen depuis le 26 septembre 2022 en remplacement de Jessica Stegrud, élue au Riksdag.

## Biographie
Johan Nissinen obtient un baccalauréat en économie de l'Université Linné.
Il siège au conseil exécutif des Démocrates de Suède à Finnveden avant de devenir conseiller municipal à Värnamo. Lors des élections législatives suédoises de 2014, il est élu au parlement représentant la circonscription du nord et de l'est de Skåne et siège au comité de l'UE au parlement. Johan Nissinen n'est pas candidat aux élections de 2022, mais est désigné pour remplacer Jessica Stegrud au Parlement européen après son élection au Riksdag,,.